# Vrydagzynea gracilis
Vrydagzynea gracilis är en orkidéart som beskrevs av Carl Ludwig von Blume. Vrydagzynea gracilis ingår i släktet Vrydagzynea och familjen orkidéer. Inga underarter finns listade i Catalogue of Life.